# Lawless Code
Lawless Code è un film del 1949 diretto da Oliver Drake.
È un western statunitense con Jimmy Wakely, Dub Taylor e Ellen Hall.

## Produzione
Il film, diretto da Oliver Drake su una sceneggiatura di Basil Dickey, fu prodotto da Louis Gray per la Monogram Pictures e girato a Santa Clarita e nel Walker Ranch a Newhall, California, da fine luglio 1949.

## Distribuzione
Il film fu distribuito negli Stati Uniti dal 4 dicembre 1949 al cinema dalla Monogram Pictures.